# Капитал и идеология
«Капитал и идеология» (фр. Capital et idéologie) — книга французского экономиста
Тома Пикетти, посвящённая проблеме экономического неравенства
в контексте истории человеческой цивилизации. Первоначально опубликована на французском языке 12 сентября 2019 года. Является продолжением книги 2013 года «Капитал в XXI веке».

## Основные тезисы[4]
Неравенство как идеологическое явление
Неравенство является не экономическим и технологическим, а идеологическим и политическим явлением, связанным, в первую очередь, с представлениями каждого общества о социальной справедливости и справедливой экономике, с интеллектуальным, а не материальным противостоянием различных групп.
Такой подход отличается от консервативных теорий, которые говорят о «естественных» основах неравенства: элита всегда и везде представляет неравенство как естественный и объективный процесс, а существующие социальные несоответствия — как структуру, созданную в интересах бедных граждан и общества в целом, при этом изменение такой структуры повлечёт страшные бедствия. Но исторический опыт говорит об обратном — революционные и политические процессы, которые позволили уменьшить и преобразовать прошлое неравенство, стали огромным успехом. Именно изменения лежат в основании самых ценных институтов, что сделали идею человеческого прогресса действительностью: всеобщее голосование, бесплатное и обязательное школьное образование, всеобщее медицинское страхование, прогрессивный налог. Скорее всего, эта тенденция продолжится в будущем.
Но подход Пикетти к неравенству отличается и от ряда доктрин, называемых «марксистскими». В отличие от тезиса, что состояние экономических сил и производственных отношений определяет идеологическую «надстройку» общества, Пикетти, наоборот, подчёркивает автономное существование сферы идей — идеологическо-политической сферы, а также то, что при одном состоянии производственных сил и отношений может существовать множество режимов идеологии, политики и неравенства. Альтернативы всегда были и будут.
Изучение различных исторических траекторий представляет собой лучшее противоядие как от элитарного консерватизма, так и от выжидания революции. Ведь гипертрофия и неопределённость государственной власти не менее опасны, чем сакрализация собственности, борьба с которой в XX веке привела к существенному человеческому ущербу, из-за чего в начале XXI века лучшим союзником гиперкапитализма стал посткоммунизм (в его российском и китайском вариантах), когда последствием катастроф сталинизма и маоизма стал отказ от эгалитаристских стремлений. Коммунистическая катастрофа даже вытеснила на второй план ущерб от рабовладельческой, колониальной и расовой идеологий, а также их связь с идеологией собственничества и гиперкапитализма.
Прогресс и возвращение неравенства
Человеческий прогресс существует, но он хрупок и может споткнуться о неравенство и национализм. Важным показателем прогресса является продолжительность жизни — рост с 26 лет в 1820 году до 72 лет в 2020 году. Но есть страны, где продолжительность жизни шла на спад даже в мирное время — например, СССР в 1970-х годах и США в 2010-х годах. Есть и небывалый доступ к образованию и культуре: исследования показывают, что в начале XIX века грамотными были всего 15 % населения мира старше 15 лет, тогда как сегодня речь идёт о более 85 %. Стоит помнить и том, что население мира и средний доход выросли более, чем в 10 раз с XVIII века. Но в целом, действительный прогресс в плане здравоохранения, образования и покупательной способности скрывает сильнейшее неравенство и неустойчивость.
Евро-американское «просвещение» и промышленная революция опирались на чрезвычайно агрессивные системы собственнического, рабовладельческого и колониального доминирования, которые достигли беспрецедентных исторических масштабов, пока европейские державы сами не погрузились в период разрушительного кровопролития 1914—1945 годов. Мир едва отошёл от страха ядерного апокалипсиса из-за конфликта коммунизма и капитализма после распада СССР, как в начале XXI века его ждали новые угрозы — потепление климата и общая тенденция к национализму и ксенофобии. И всё это происходит в обстановке небывалого усиления социально-экономического неравенства в совокупности с радикальной собственнической идеологией: в 2018 году средний мировой доход достигал €1 000 в месяц на жителя, но при этом составлял всего €100-200 в самых бедных странах и более €3 000-4 000 в самых богатых. Эта цифра даже ещё выше в маленьких налоговых гаванях, которых (не без основания) подозревают в стремлении обокрасть всю остальную планету, тогда как процветание государств опирается на выбросы углекислого газа. Если из мировой истории трёх последних столетий и можно сделать какой-то вывод, то им будет вывод о нелинейности человеческого прогресса и ошибочности мнения, что свободной конкуренции держав и экономических деятелей достаточно, чтобы чудесным образом привести человечество к общественной и мировой гармонии.
Оправдание неравенства в обществах собственников
У собственнической идеологии есть аргумент, который формулируется скрытым образом в декларациях прав и конституциях — если начинают высказывать сомнения в полученных в прошлом правах собственности во имя концепции социальной справедливости, то это путь к политической нестабильности и постоянному хаосу, который обернётся против малообеспеченных слоёв населения. Непреклонный собственнический ответ заключается в том, что рисковать этим не стоит и что ящик Пандоры перераспределения богатств не должен быть открыт.
Сакрализация частной собственности пришла на смену религиозной трансцендентности после ухода трёхсоставной идеологии, структурировавшей общество на дворянство, духовенство и остальных. При этом развитие социал-демократии в XX веке (несмотря на все свои минусы) показало, что сильнейшее имущественное неравенство XIX века вовсе не было необходимым для обеспечения стабильности и процветания, как раз наоборот — на этом опыте могут сформироваться новаторские политические идеологии и движения для XXI века. Опора на уроки истории для определения лучших норм справедливости и равенства в сфере регулирования распределения собственности по сравнению с простой сакрализацией, пришедшей из прав прошлого, позволяет оставить позади общепринятый вариант с принятием существующих позиций созданного «рынком» неравенства.
Главная слабость собственнической идеологии заключается в том, что пришедшие из прошлого права собственности зачастую ставят серьёзные проблемы в плане легитимности. И дело тут не только в прецедентах превращения оброка в арендную плату или в предоставлении компенсации хозяевам, а не рабам при отмене рабства, или в примерах посткоммунистических приватизаций и частного разграбления природных ресурсов. Важно то, что формирование приемлемой для всех юридической нормы представляет собой проблему. Об этом говорит различный исторический опыт, в частности важнейший опыт XX века в сфере прогрессивного налога и, в целом, перераспределения собственности. Но в любом случае, история демонстрирует, что собственнический аргумент о необходимости государственной стабильности не состоятелен и как меритократический аргумент, делающий упор на личных заслугах.
В целом, собственническую идеологию следует рассматривать как сложную и потенциально убедительную риторику (когда частная собственность действительно создаёт условия для самовыражения и конструктивного взаимодействия личных устремлений), но в то же время — это идеология неравенства, нацеленная на оправдание общественного доминирования: в ней самые богатые люди находят аргументы для оправдания своей позиции по отношению к самым бедным во имя своих усилий и заслуг, а самые богатые страны обнаруживают причины для доминирования над бедными в связи с предполагаемым превосходством их правил и институтов.

## Оценки
Bloomberg: путём внимательного изучения идеологий прошлого и настоящего, принятых в человеческих обществах, автор указывает, что все они для поддержания политической и социальной стабильности общества служили целям оправдания экономического неравенства, причём разница между идеологиями прошлого и настоящего в этом смысле не очень велика. Автор выступает сторонником многовариантности и реформирования экономической, социальной и политической систем, отношений собственности и других общественных институтов.
The Guardian: в книге на основе сравнительных данных большого масштаба и глубины с экономической, социальной, интеллектуальной и политической точек зрения прослеживается история и становление экономического неравенства в различных политических режимах, начиная от древних азиатских и рабовладельческих обществ и заканчивая современными постколониальными и гиперкапиталистическими обществами, землевладельческими, колониальными, коммунистическими и социал-демократическими обществами. Автор показывает, что именно борьба за равенство и образование, а не сакрализация собственности, привела к экономическому развитию и прогрессу человека. В книге намечаются идеи глобальных экономических и социальных реформ: демократический социализм с широким участием народных масс в управлении производством и распределении доходов, реформы отношений собственности, образования и обмена знаниями и полномочиями c целью достижения всеобщего равенства.
Джефф Манн похвалил книгу «Капитал и идеология» в лондонском «Книжном обозрении». Он оспорил утверждение Пикетти о том, что социал-демократия в 20-м веке должна была выйти за рамки частной собственности и капитализма. Однако Манн сказал, что книга «убедительно доказывает, что идея о том, что экономический рост решит проблему неравенства была иллюзией».
The Hindu писал: «Вопреки утверждениям хайековских рыночных фундаменталистов, Пикетти с помощью диаграмм, графиков и гистограмм показывает, как неограниченный капитализм в Европе XIX века привел к уровням неравенства, невиданных нигде, кроме квази-рабских обществ. [...] Исключительная ценность этой книги вполне может заключаться в ее способности возродить исследования и активизм, которые вновь превращают экономические проблемы в социальный и гражданский субстрат».

## Критика
Американский экономист Джеймс Гэлбрейт: книга представляет собой франко- и англоцентричное видение мира — автор утверждает, что Франция и несколько других европейских стран были всемирной моделью для формирования «собственнического общества», то есть общества, где позиция определяется собственностью, а формирование капитализма Пикетти датирует концом XIX века, что является нелепой и эксцентричной точкой зрения, которую, насколько известно, не разделяет ни один видный специалист. Кроме того, для Пикетти коммунизм был всего лишь «нелепостью» — то есть, тот факт, что построенная за два десятилетия практически из ничего военно-промышленная держава дала почти 90 % стали и крови, которые позволили победить нацистскую Германию (и, позднее, обеспечить триумф коммунистов в Китае и Вьетнаме), не заслуживает, по его мнению, упоминания. США же Пикетти описывает как страну с «колоссальным» неравенством в доступе к высшему образованию — странный подход к обсуждению страны, которая отправляет в университет больше населения, чем это делает Франция: 42 % против 30 % в 2013 году, по данным ОЭСР. Это прекрасный пример представления мира, которое чурается великих западных традиций политэкономии, не говоря уже о тех, что сформировались в России, Китае, Японии, Латинской Америке и Африке в рамках идеологической борьбы вокруг капитализма и капитала за последние два столетия.

## Издания
- (фр.) Capital et idéologie, Éditions du Seuil, Paris, 2019, ISBN 978-2-02-133804-1